# Mała Kępa Ostromecka

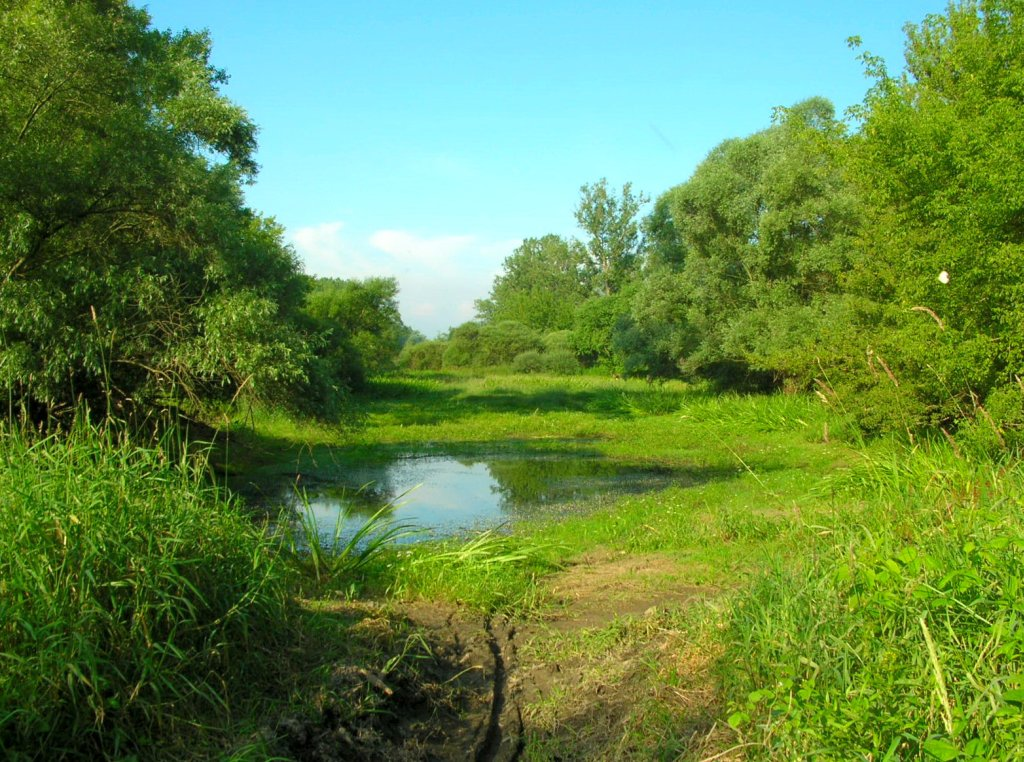
Stawy i starorzecza

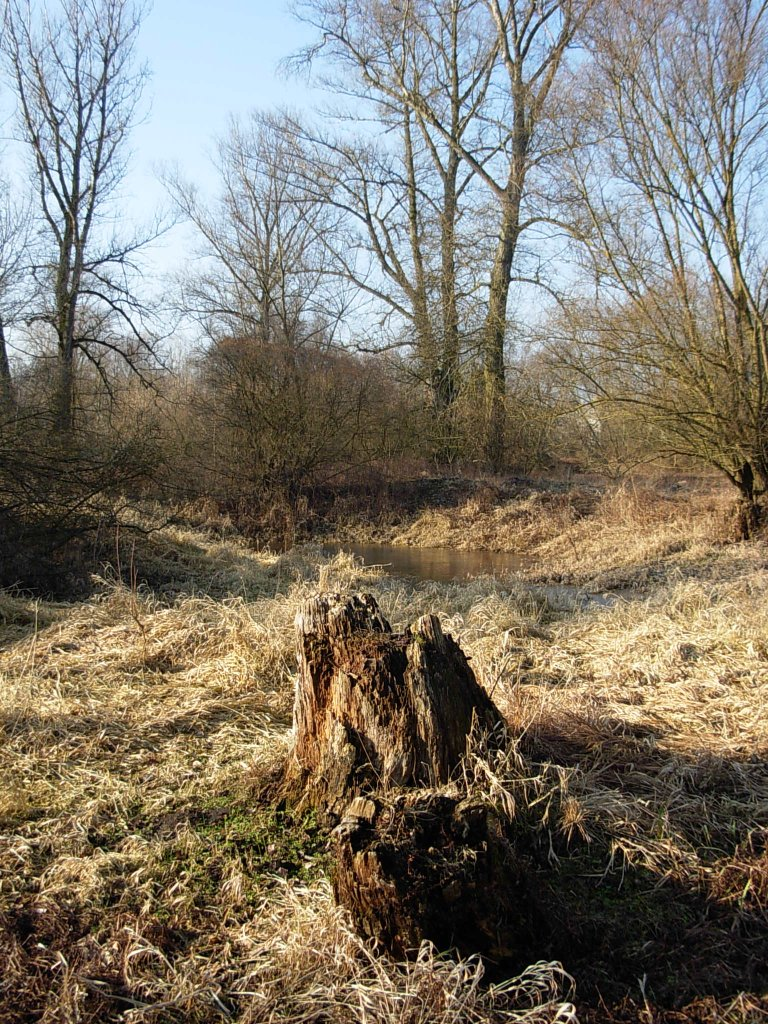
W marcu

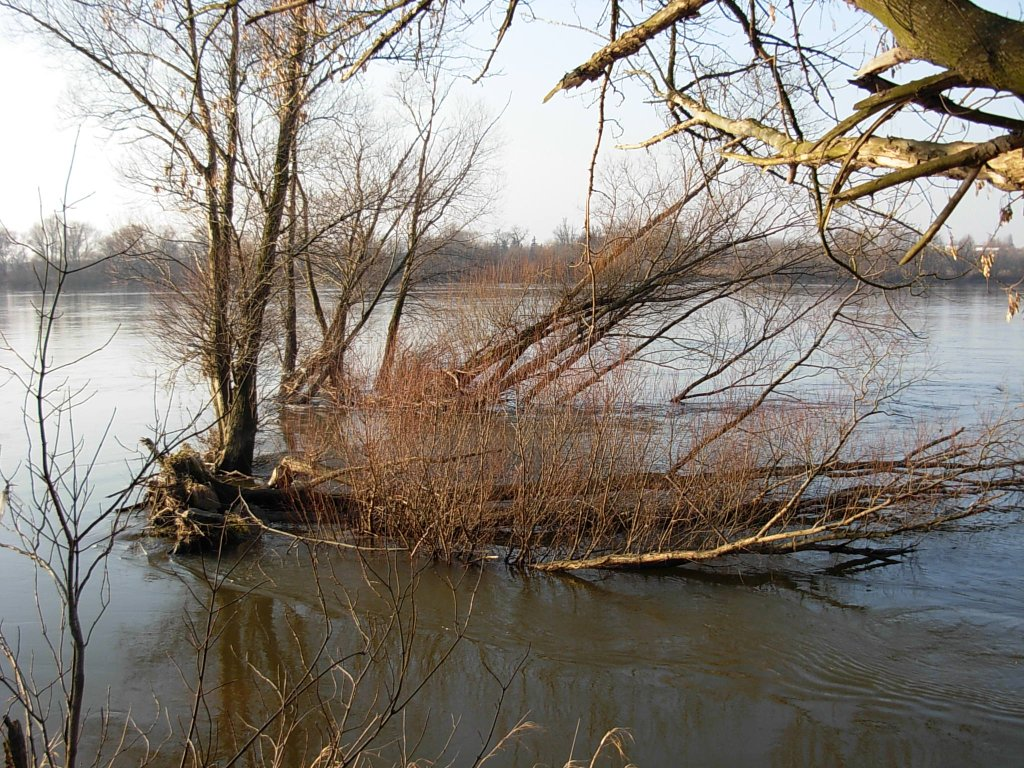
Wisła

Mała Kępa Ostromecka – projektowany rezerwat faunistyczny o powierzchni 116 ha, położony w województwie kujawsko-pomorskim, powiecie bydgoskim, gminie Dąbrowa Chełmińska.

## Lokalizacja
Pod względem fizycznogeograficznym rezerwat znajduje się w mezoregionie Kotlina Toruńska (315.35), mikroregionie Łęgi Ostromeckie (315.356.02). 
Znajduje się w nadleśnictwie Toruń, na wschodnim brzegu bydgoskiego zakola Wisły. 
Rezerwat jest położony na najniższej (zalewowej) terasie doliny Wisły. Przez rzekę graniczy z obszarem administracyjnym miasta Bydgoszczy, a także znajduje się w obrębie Nadwiślańskiego Parku Krajobrazowego i sieci Natura 2000.

## Historia
W XVIII wieku Mała Kępa była miejscem osadnictwa holenderskiego (14 rodzin). W 1771 r. właściciel majątku Ostromecko zawarł umowę z osadnikami holenderskimi z doliny Wisły na dzierżawę gruntów i budynków na Małej Kępie. W 1882 r. na tutejszym terenie zalewowym istniało 21 budynków, w tym 7 mieszkalnych, które zamieszkiwało do 1945 r. ok. 45 ewangelików.
Obecnie to teren bardzo słabo zaludniony, gdzie dominują naturalne formy krajobrazu.

## Charakterystyka
Celem ochrony w rezerwacie jest bogata awifauna lęgowa. Ma tu swoje lęgowiska: nurogęś, strumieniówka, derkacz, zimuje para bielików.
Obszar jest miejscem żerowania rzadkich gatunków ptaków takich jak: bocian czarny, kania ruda, kania czarna, rybołów, zimorodek. 
Mała Kępa wraz z rezerwatami: Wielką Kępą Ostromecką i Lasem Mariańskim, stanowi korytarz ekologiczny dla wędrujących wzdłuż brzegu Wisły ptaków wróblowatych i leśnych. 
W drzewostanie projektowanego rezerwatu i jego otoczenia dominują topole: biała i czarna, a także wierzby, jesiony i wiązy. Znajdują się tu skupiska starych topól o imponujących rozmiarach (średnica nawet do 710 cm), które uznano pomnikami przyrody. Znalazło się wśród nich 17 okazów drzew:
- 5 topoli białych (obwód w pierśnicy 380–560 cm),
- 11 topoli czarnych (405–720 cm),
- wierzba biała (400 cm).

Występujące starorzecza utrudniają przebycie tego terenu. Można tam spotkać liczne stawy, odnogi rzeczne, podmokłe łąki oraz łęgi wierzbowo-topolowe i wiklinowiska.
Mimo sąsiedztwa Bydgoszczy, z uwagi na utrudniony dostęp, nie notuje się tu dużej antropopresji, wobec czego teren ten jest środowiskiem bardzo atrakcyjnym dla ptaków wodnych.

## Szlaki turystyczne
W pobliżu projektowanego rezerwatu przebiega  pieszy szlak turystyczny „im. Krystyny Wyrostkiewicz”, który rozpoczyna i kończy się w Ostromecku, przechodząc przez wnętrze bydgoskiego zakola Wisły.

## Galeria

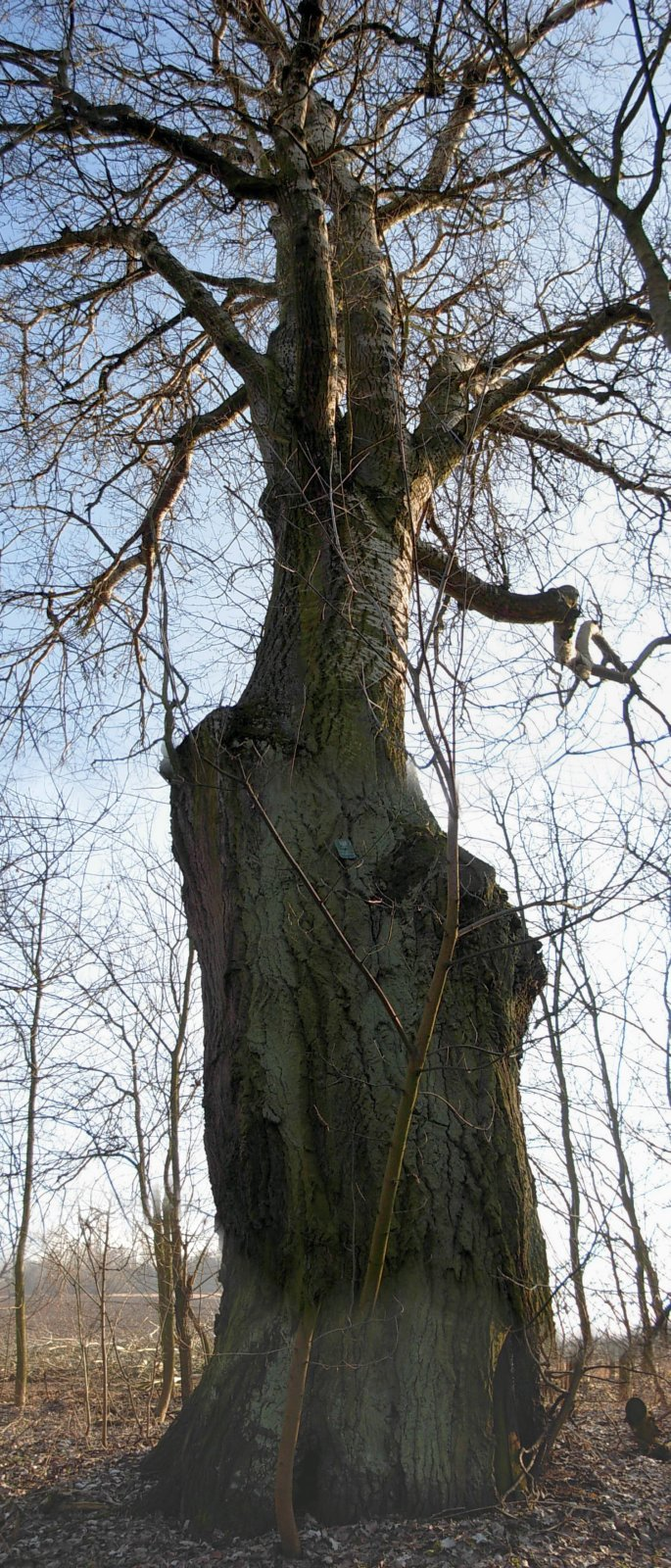
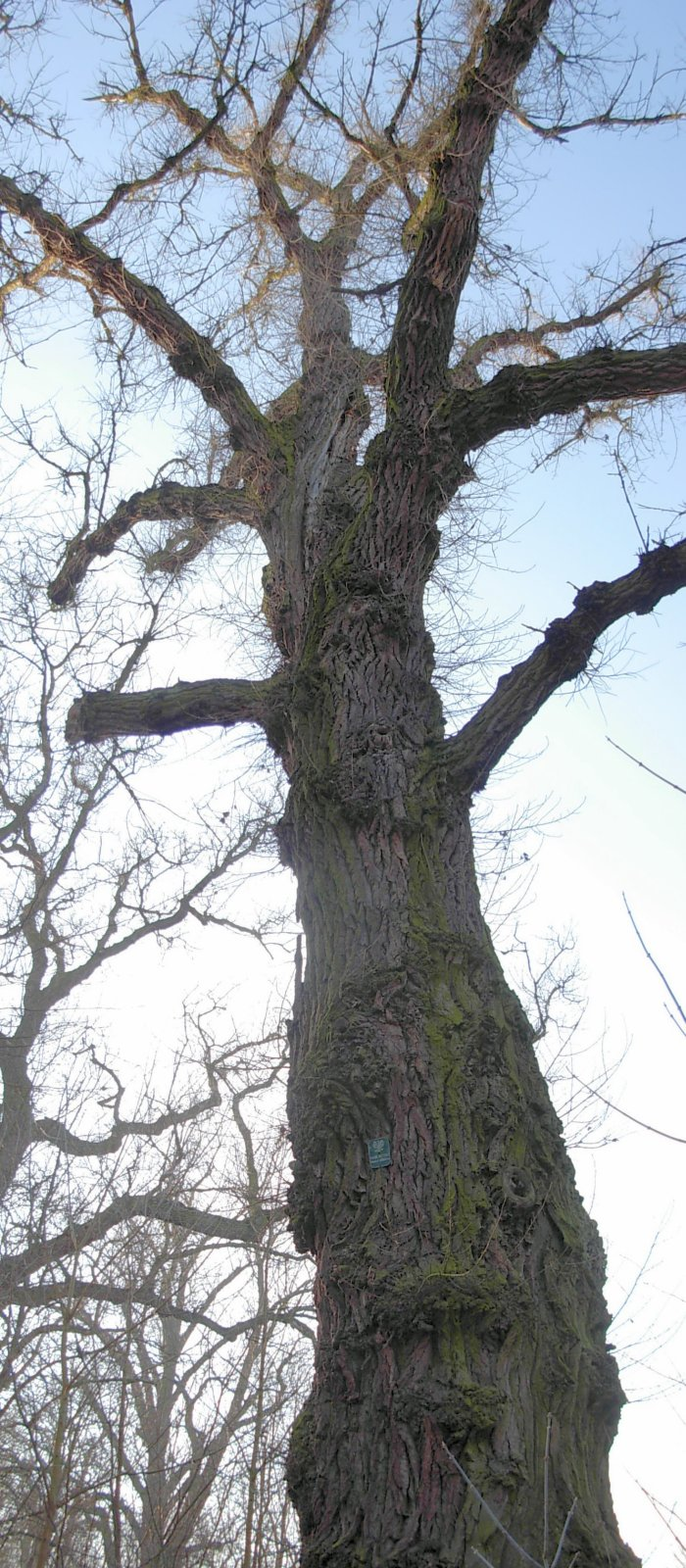
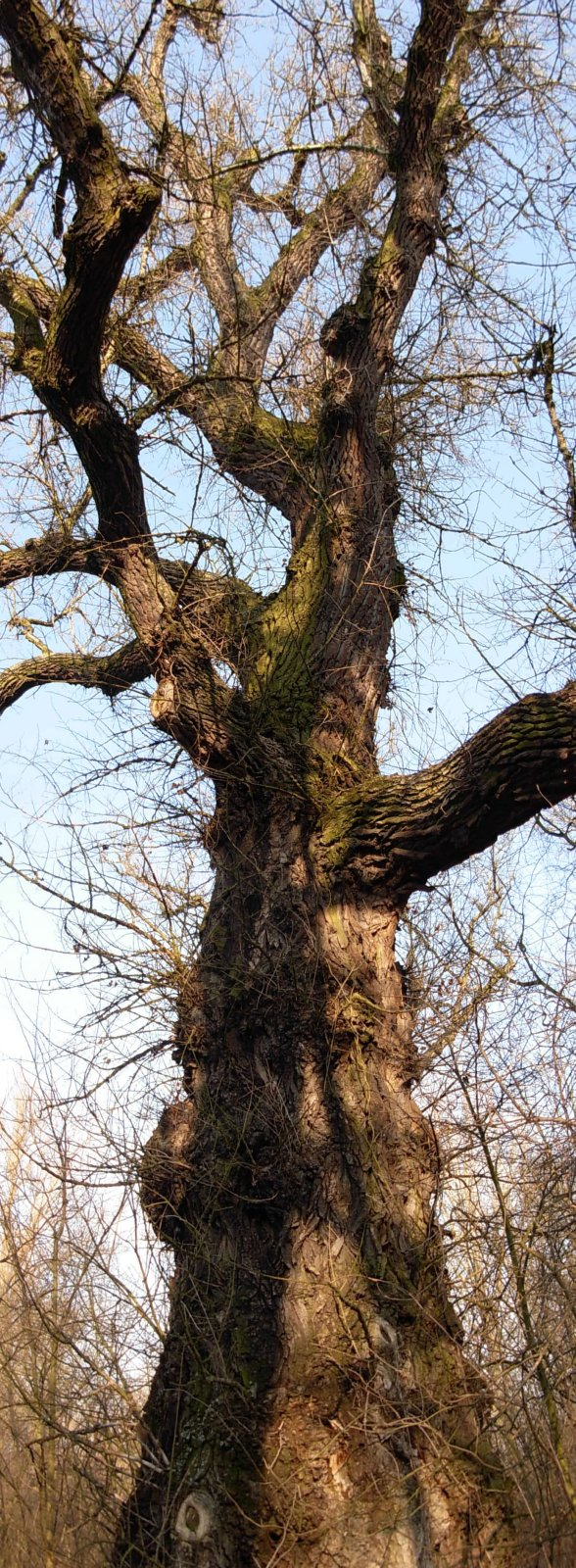
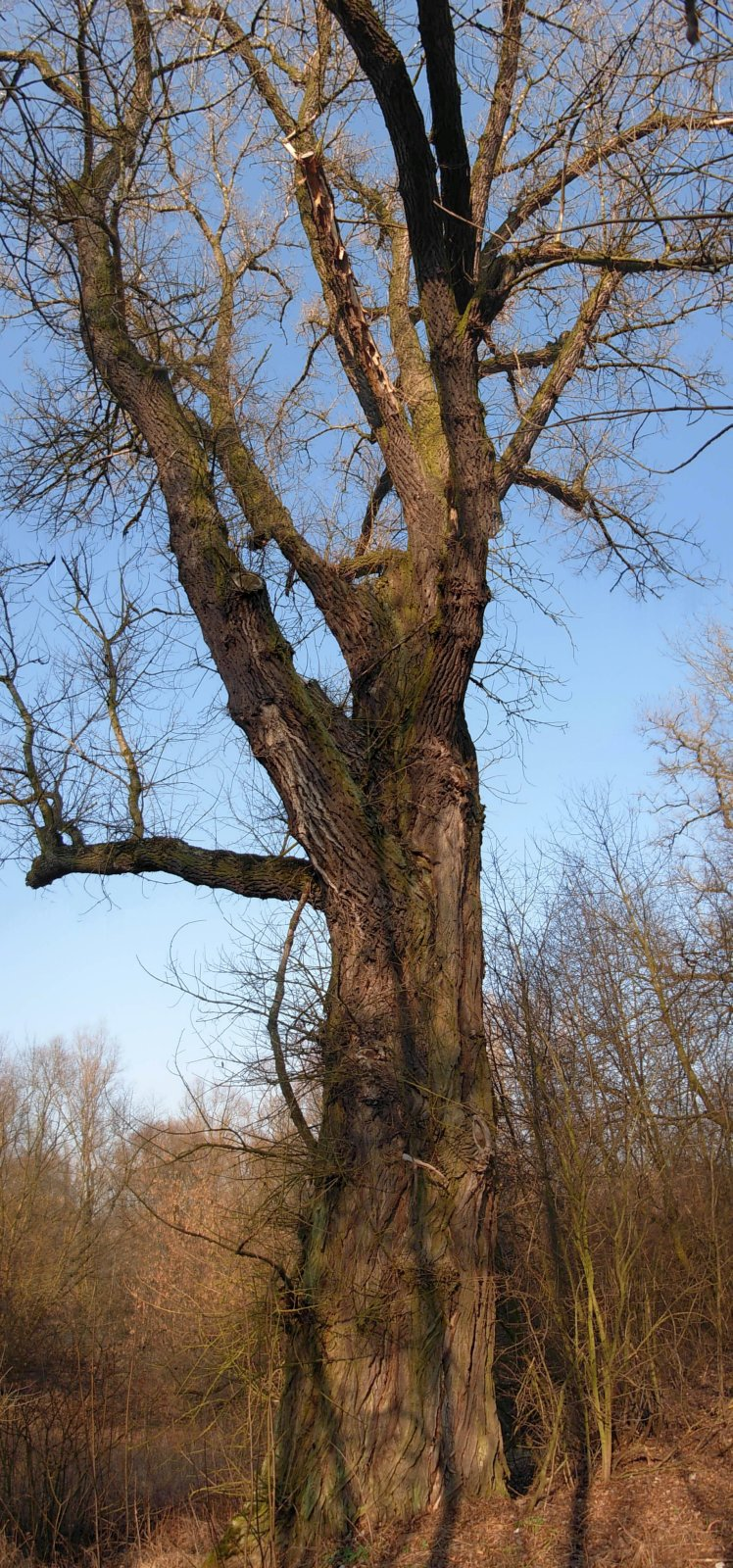

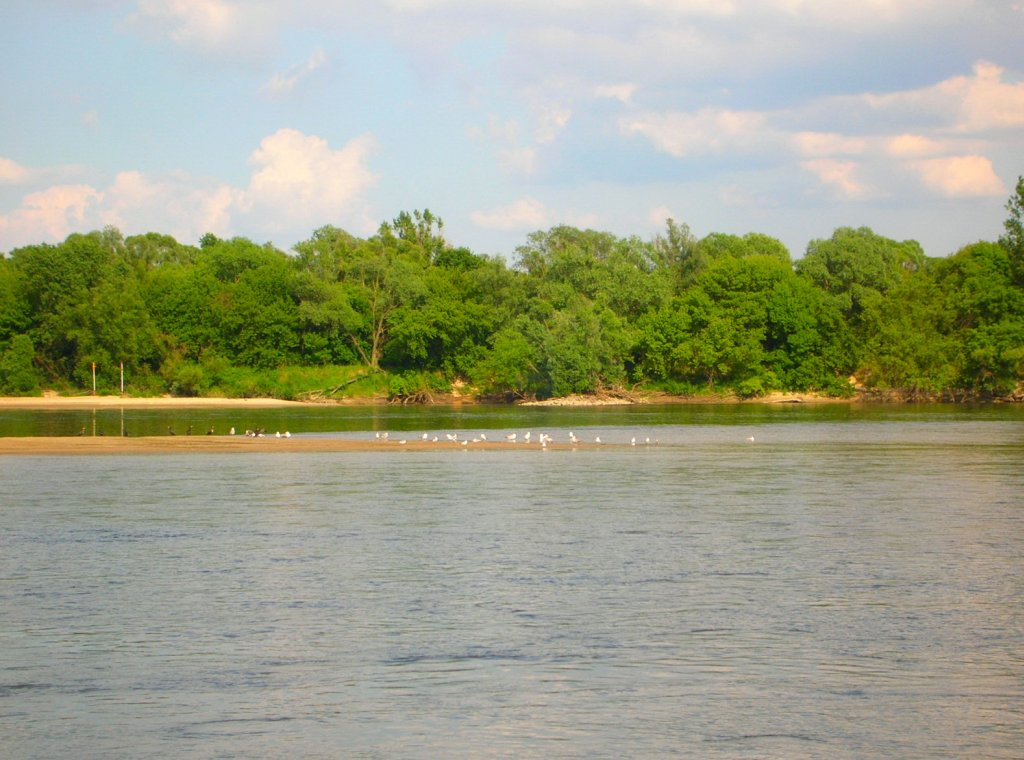
Widok z Brdyujścia
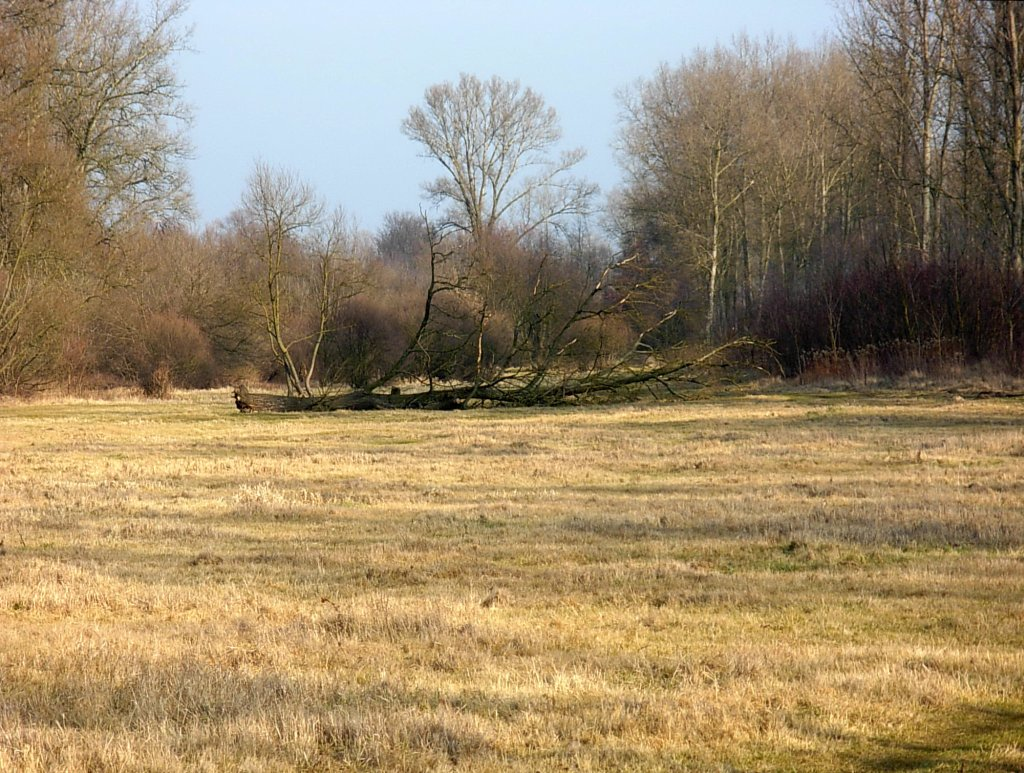
Łąka
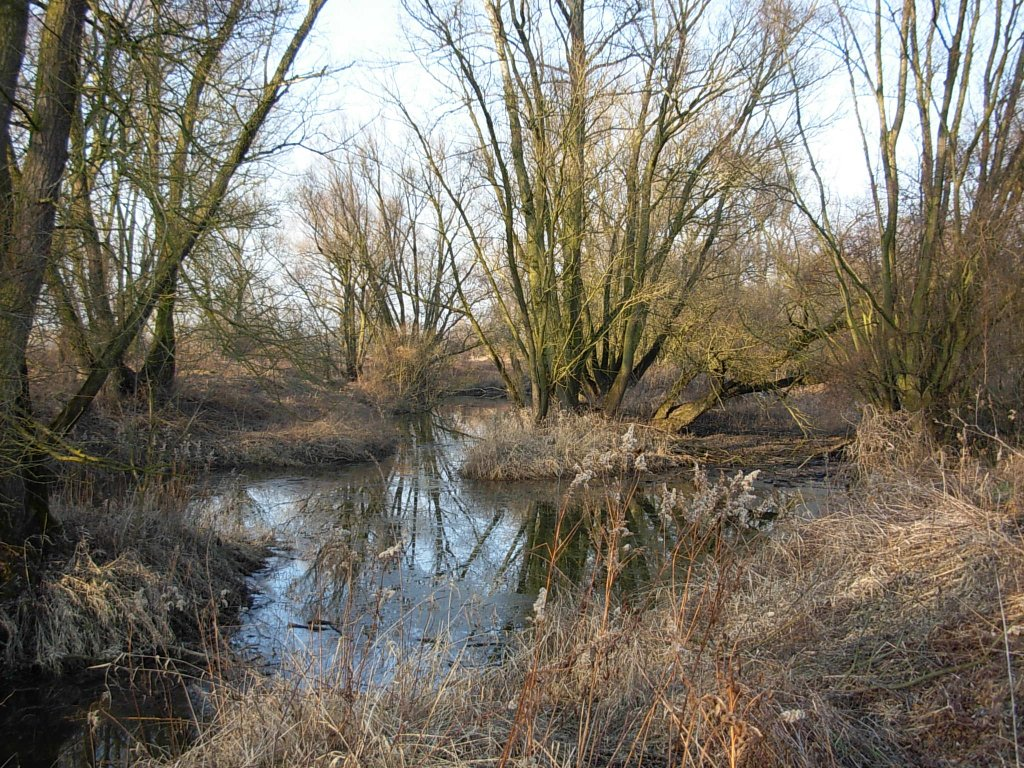
Starorzecza
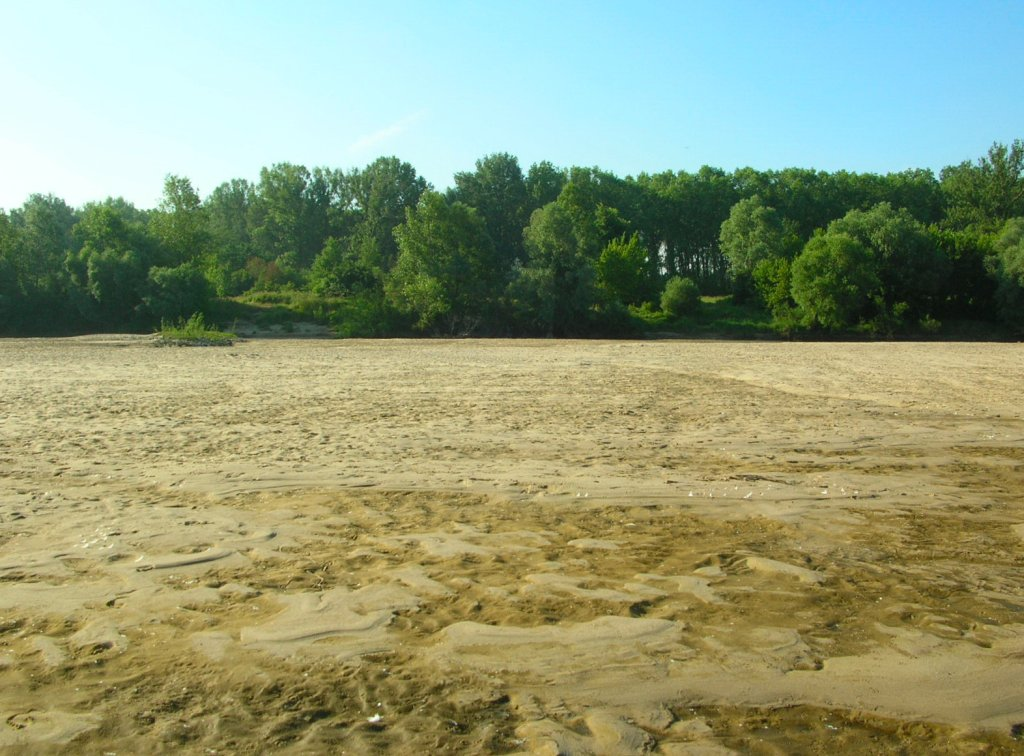
Mielizna
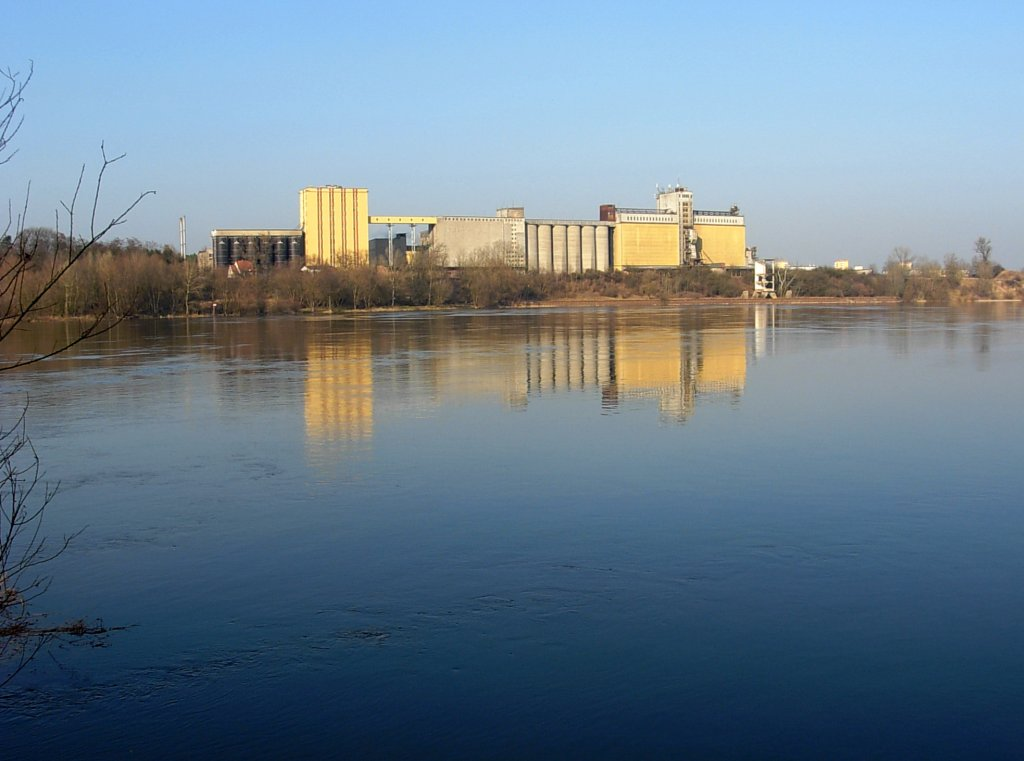
Zakłady Global Malt Polska
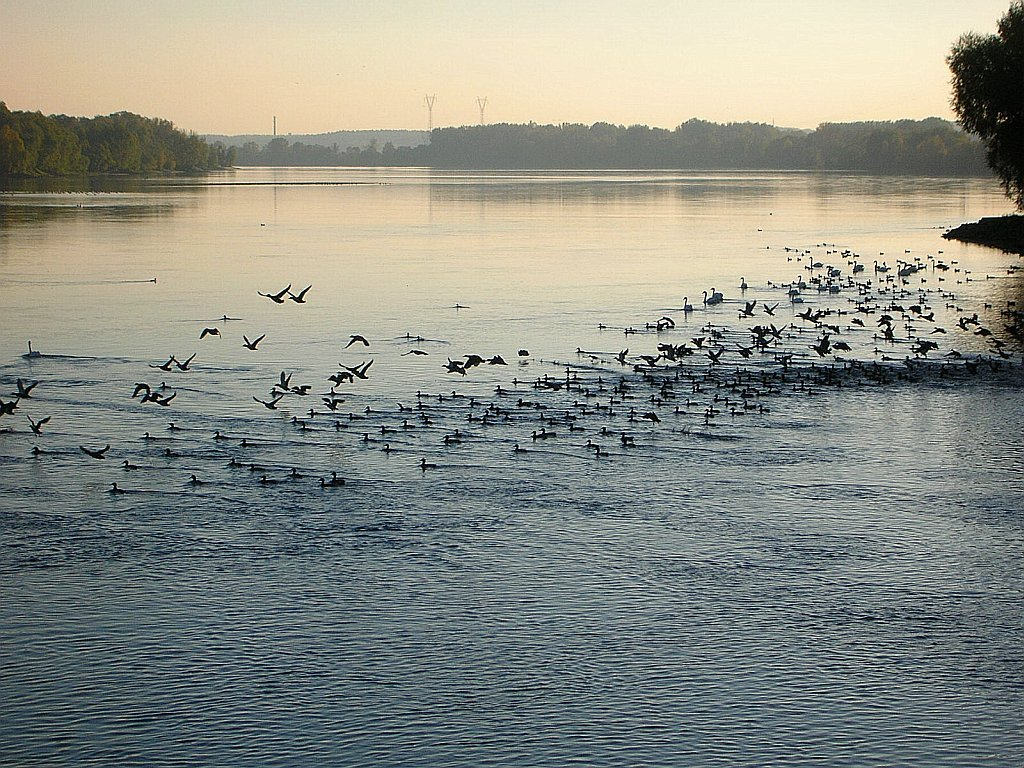
Ptactwo
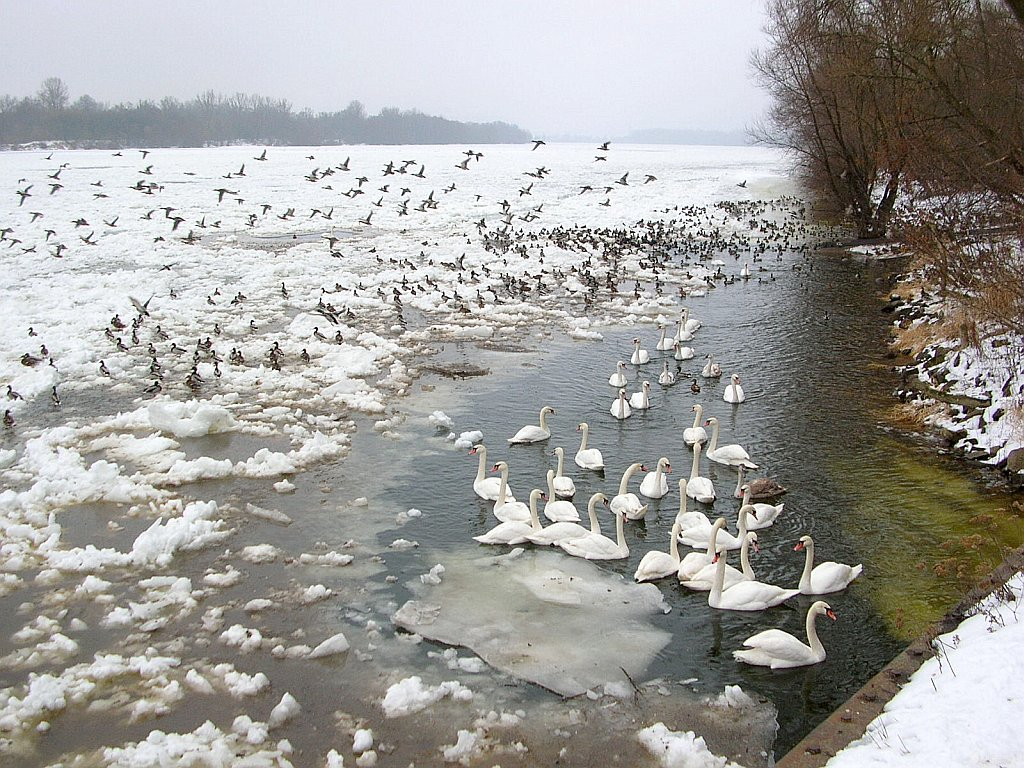
Zima na Wiśle
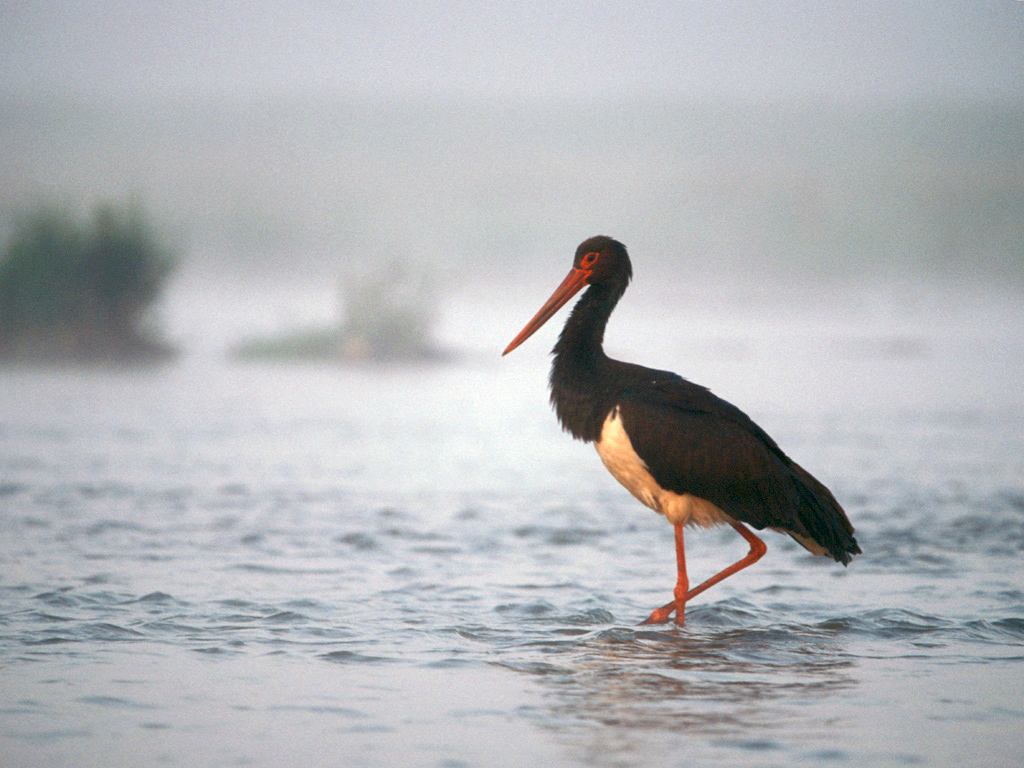
Bocian czarny

Topole – pomniki przyrody